# Joyce Blair
Joyce Blair, nata Joyce Ogus, anche nota con lo pseudonimo di Miss X (Londra, 4 novembre 1932 – Los Angeles, 19 agosto 2006), è stata un'attrice, ballerina e cantante britannica.

## Biografia
Joyce Ogus nasce a Londra il 4 novembre del 1932, figlia di Myer Ogus, un barbiere russo che cambia il nome di famiglia in Blair, morto quando lei aveva 12 anni, e di Deborah. Joyce inizia a intrattenere cantando, ballando e recitando, prima i propri parenti, per poi esibirsi regolarmente a feste e matrimoni. Per aiutare la famiglia, lei e il fratello Lionel iniziano presto a esibirsi a teatro, vincendo, nel 1945 un concorso per talenti amatoriali a Stoke Newinfont, continuando a partecipare in seguito a diversi spettacoli di cabaret e di teatro.
Nel 1963 registra, sotto lo pseudonimo di Miss X, il 45 giri Christine, composto da Don Jaime de Mora y Aragón e ispirato alla figura di Christine Keeler, la cui relazione con il ministro John Profumo causò lo Scandalo Profumo e la conseguente caduta del governo conservatore di Harold Macmillan. Il singolo ottenne grande successo entrando in classifica, il che la condusse a partecipare alla trasmissione musicale televisiva Ready Steady Go.

## Filmografia

### Cinema
- The Trojan Brothers  (1946)
- Oh... Rosalinda!! (1955)
- Gli uomini condannano (1956)
- Ombre sul Kilimanjaro (1959, non accreditata)
- Giubbe nere e calze rosa (1960)
- Julie, perché non vuoi? (1962)
- The Wild Affair (1963)
- Be My Guest (1965)
- Mister Ten Per Cent (1967)
- Can Heironymus Merkin Ever Forget Mercy Humppe and Find True Happiness? (1969, non accreditata)
- Journey to Murder (1971)
- Intimate Games (1976)
- California Casanova (1991)

## Discografia

### Album
- 1961 - Bye, Bye Birdie (con Sid James, Peter Gilmore, Dean Rogers)
- 1961 - South Pacific (con Peter Grant, Isabelle Lucas, Bernard Martin, Ian Wallace, The Mike Sammes Singers, The New World Show Orchestra diretta da Johnny Douglas)

### Singoli
- 1963 - Christine/S•E•X (come Miss X)